# Alfons V. (León)

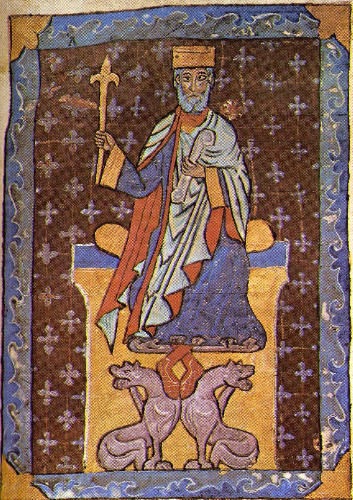
König Alfons V. dargestellt in einer Miniatur aus dem 12. Jahrhundert. Archivo de la Catedral de Santiago, Tumbo A.

Alfons V., genannt der Edle (* 994; † 5. Juli 1028 in Viseu, Portugal), war seit 999 König von León und Galicien. Er war seinem Vater Bermudo II. auf den Thron gefolgt und stand unter der Vormundschaft von Doña Elvira, seiner Mutter, und des Grafen Menendo González. Während seiner Minderjährigkeit erhielt er Unterstützung durch Navarra und Kastilien in den kriegerischen Auseinandersetzungen mit Almansor. Nach seinem Regierungsantritt besiedelte er León neu, das von den Mauren zerstört worden war. Er berief dort einen Rat ein, der 1020 die Fueros (Rechte) von León verabschiedete. Deswegen hat er auch den Beinamen „der mit den guten Rechten“. Er heiratete Elvira Menéndez von Melanda (Tochter von Menendo González von Galicien und von Doña Toda) und als zweite Ehefrau Urraca Garcés von Pamplona (Tochter von García Sánchez von Navarra und von Jimena Fernández). Sein Sohn Bermudo III. erbte 1028 das Königreich von ihm. Er hatte zwei Töchter. Sancha von Elvira und Jimena, Tochter von Urraca. Er starb bei der Belagerung von Viseu.